# Waverly (Iowa)
Waverly – miasto w Stanach Zjednoczonych, w stanie Iowa, stolica hrabstwa Bremer. W 2000 liczyło 8968 mieszkańców. Ma tu swoją siedzibę Wartburg College.

## Miasta partnerskie
- Eisenach  Niemcy